# Anders Frandsen
Anders Frandsen (8 de diciembre de 1960 – 1 de enero de 2012) fue un músico, cantante, actor y presentador de televisión danés.
Anders Frandsen no era un actor entrenado, pero apareció en actuaciones de teatro durante 1980. Luego se hizo presentador de televisión en Kanal 2, junto a Camilla Miehe-Renard.
En 1991, ganó el Dansk Melodi Grand Prix con la canción "Lige der hvor hjertet slår", compuesta por Michael Elo. 
Luego se hizo anfitrión en TV3 durante los tres siguientes años. Apareció en programas como Knald eller Fald, Stjerneskud y también presentaba un programa de mañana. En 1997, lentamente desapareció de la televisión.
Luego apareció en la final nacional danesa de 2001, presentando una de las canciones. 
En la tarde del 1 de enero de 2012, Frandsen fue encontrado muerto en su apartamento. Frandsen había introducido una barbacoa de jardín en su habitación, causándole la muerte al inhalar monóxido de carbono, en la misma habitación se encontró una nota de suicidio. La fecha y hora precisa de su muerte no es conocida. Frandsen tenía 51 años.